# Butomus umbellatus
Butomus umbellatus é uma espécie de planta com flor pertencente à família Butomaceae. 
A autoridade científica da espécie é L., tendo sido publicada em Species Plantarum 1: 372. 1753.
Existem nas regiões temperadas frias da Europa e da Ásia.
São plantas herbáceas, perenes, rizomatosas e aquáticas.
Os rizomas são comestíveis, uma vez cozinhados.

## Portugal
Trata-se de uma espécie presente no território português, nomeadamente em Portugal Continental.
Em termos de naturalidade é nativa da região atrás indicada.

## Protecção
Não se encontra protegida por legislação portuguesa ou da Comunidade Europeia.